# Mirabrás
El mirabrás es un palo flamenco perteneciente al grupo de las cantiñas.
Como todos los palos derivados de las cantiñas, procede de las soleares de baile, aligeradas en su compás. Se trata de un estilo de ritmo vibrátil, ondulante, elegante y airoso, y para algunos autores es uno de los cantes con baile más importantes del flamenco. Hay varias teorías sobre el origen y la antigüedad de estos cantes: predomina la que sitúa su aparición a comienzos del siglo XIX como bailes festeros del folclore bajo-andaluz; otra los considera derivados de la jota aragonesa, por medio de la llamada «jota de Cádiz».
Hoy en día, el repertorio de letras usadas por los cantaores actuales es bastante limitado. Entre los que han manejado este palo con soltura destaca el cantaor jiennense Rafael Romero "El Gallina", gitano de Andújar. También "La Niña de La Puebla" ejecutó este palo del flamenco.
Lon sones del mirabrás, refrescantes, alegres y expresivo, en su aparente sencillez, trasladan una parte muy significativa de las más puras esencias flamencas.